# Mudvayne
Mudvayne američki je heavy metal sastav osnovan 1996. u Peoriji, Illinois. Sastav poznatiji je od zvučnog eksperimentiranja, oslikavanja lica i tijela, maskama i uniformama. Sastav prodao je više od šest milijuna ploča na svijetu, uključujući gotovo tri milijuna u SAD-u. Članovi sastava su gitarist Greg Tribbett, bubnjar Matthew McDonough, pjevač Chad Gray i basist Ryan Martinie. Postali su popularni u kraju 1990-ih u underground glazbenoj sceni u Peoriji, a prvi uspjeh bio je singl "Dig" iz debitanskog albuma L.D. 50 iz 2000. Nakon što su izdali još četiri albuma i bili na turneji gotovo cijelo desetljeće Mudvayne su 2010. napravili stanku. Ponovno su se okupili 2021., nastavljajući s nastupima uživo.

## Povijest

### Rani dani,Kill, I OughttaiL.D. 50(1996. – 2001.)
Mudvayne, koji je osnovan 1996. u Peoriji, Illinois, izvorno se sastojao od pjevača Chada Grayja, basista Shawna Barclayja, gitarista Grega Tribbetta i bubnjara Matthewa McDonougha. Postava skupine finalizirana je kad Gray, koji je zarađivao 40.000 dolara godišnje u tvornici, dao otkaz na dnevnom poslu kako bi postao pjevač. Godine 1997. Mudvayne financirao je svoje debitantske EP, Kill, I Oughtta.
Tijekom snimanja EPa, Barclayja zamijenio je Ryan Martinie, bivši basist progresivnog rock sastava Broken Altar.  Nakon samostalnog distribuciji albuma Kill, I Oughtta, Mudvayne je usvojio pseudonime i boju lica.
Chuck Toler upravljao je sastavom dok su snimali svoj debitanski album L.D. 50 2000. Na ovom albumu, Mudvayne eksperimentirao je s otrcanom, disonantnom zvukom; zvučni kolaž, pripremljen za album, korišten je kao niz interludija. L.D. 50 producirali su sam sastav i Garth Richardson, uz izvršnu produkciju člana sastava Slipknot, Shawna Crahana i menadžera Slipknota, Stevea Richardsa.
L.D. 50 završio je na 1. mjestu ljestvici Billboard Top Heatseekers i 85. mjestu ljestvici Billboard 200. Singlovi "Dig" i "Death Blooms" završili su na 33. i 32. mjestu ljestvici Mainstream Rock Tracks. Iako album je hvaljen, neki su kritičari smatrali da sastav je teško shvatiti ozbiljno.
Kad promovirao je L.D. 50, Mudvayne svirao je na turneju Tattoo the Earth s Nothingfaceom, Slayerom, Slipknotom i Sevendustom. Gitarist sastava Nothingface, Tom Maxwell postao je prijatelj pjevača Mudvaynea, Chada Grayja i istražili su mogućnost supergrupe. Kasnije godine, Nothingface ponovno ide se na turneju s Mudvayneom; iako su se planovi za supergrupu nastavili, stavljeni su na čekanje zbog sukoba rasporeda. Gray i Maxwell su razgovarali o pet imena za sastavu, a gitarist Mudvaynea Greg Tribbett je "iz vedra neba" prišao Maxwellu da im se pridruži. Iako je bubnjar Nothingfacea, Tommy Sickles svirao na demoalbumu sastava, počela je potraga za drugim bubnjarom.

### The End of All Things to ComeiLost and Found(2002. – 2005.)
Godine 2002., Mudvayne objavio je album The End of All Things to Come, koji sastav smatra kao svoj "crni album" zbog uglavnom crnog albuma. Izolacija je inspirirala pjesme na albumu. Tijekom njegov miksanja, Gray i McDonough zaustavili su se na Bob's Big Boyju i Gray se sjetio da je čuo nekoga "kako je rekao nešto poput ...i mora sam sebi iskopati oko'". Kada je pitao McDonougha je li čuo razgovor, McDonough je rekao da nije, a Gray je pomislio da netko raspravlja o sceni iz scenarija.
Album proširen je na albumu L.D. 50, sa širim rasponom riffova, tempa, raspoloženja i vokala. Zbog ovog eksperimentiranja, Entertainment Weekly nazvao je ovaj album "prilagođenijim korisniku" od svog prethodnika i bio je to jedan od najhvaljenijih heavy metal albuma 2002., a RIAA certificirala ga je kao zlato 2003. Glazbeni spot za singla "Not Falling" demonstrirao je Mudvayneovu promjenu u izgledu u odnosu na L.D. 50, s glazbenicima transformiranim u stvorenja s venama i bijelim očima boje jaja. Godine 2003. Mudvayne sudjelovao je na turneju Summer Sanitarium Tour, koju je predvodila Metallica, au rujnu Chad Gray pojavio se na debitanskom albumu Cul-De-Sac V Shape Minda .
U siječnju 2004., sastav započeo je radovi na svom trećim albumom, koji producirao je Dave Fortman. Što se tiče prethodnog albuma, Mudvayne se povukao da piše pjesme; preselili se u kuću, napisali su album četiri mjeseca prije početka snimanja nakon završetka na turneje Summer Sanitarium. U veljači Gray i Martinie izrazili su interes za pojavljivanje na albumu Within The Mind – In Homage to the Musical Legacy of Chuck Schuldiner, posveta osnivaču metal sastava Death, ali album nikada nije produciran.
Godine 2005. Chad Gray osnovao je nezavisnu diskografsku kuću Bullygoat Records, a debitantski album Bloodsimplea, A Cruel World (uz gostovanje Graya), pojavio se u ožujku iste godine. 12. travnja Mudvayne objavio je album Lost and Found. Prvi singl s albuma, " Happy? ", sadržavao je složenu gitaru, a Gray je opisao "Choices" kao "osmominutni opus".
U kolovozu bivši basist Mudvaynea Shawn Barclay objavio je debitantski album svog sastava Sprung, koji masterirao je gitarist King's X Ty Tabor. Tog se mjeseca proširile glasine da će Bullygoat Records objaviti We Pay Our Debt Some: A Tribute to Alice in Chains, s nastupima Mudvaynea, Colda, Audioslavea, Breaking Benjamina, Static-Xa -a i preživjelih članova Alice in Chains. Glasnogovornik Alice in Chains rekao je novinarima da bend nije znao za bilo kakav tribute album, a menadžer Mudvaynea rekao je da su izvješća o albumu samo glasine.
U rujnu sastav se sastao s redateljem Darrenom Lynnom Bousmanom, čiji je film Slagalica strave II bio u produkciji i uključivao je pjesme "Forget to Remember" iz albuma Lost and Found. Bousman pokazao je im scenu čovjeka koji si vadi oko iz lubanje kako bi dohvatio ključ. Kad Gray ispričao je Bousmanu o razgovoru u Bobovom velikom dječaku dvije godine ranije, Bousman je rekao da svoje produkcijske sastanke održava u restoranu i da se Slagalica strave II temelji na scenariju koji je napisao godinama ranije. Gray se nakratko pojavio u filmu, a glazbeni video za "Forget to Remember" sadržavao je isječke iz filma Slagalica strave II.

### The New GameiMudvayne(2006. – 2009.)
Godine 2006. Grayju, Tribbettu i Tomu Maxwellu pridružio se bivši bubnjar Pantere i Damageplana Vinnie Paul za supergrupu Hellyeah l. 8. ožujka, kad su Mudvayne i Korn nastupali na KBPI Birthday Bashu u Denveru, konobarica Thorntona Nicole LaScalia ozlijeđena je tijekom Mudvayneovog nastupa. Dvije godine kasnije LaScalia je podnijela tužbu protiv vlasnika radijske postaje Clear Channel Broadcasting, koncertnog promotora Live Nationa, Sveučilišta u Denveru i članova Mudvaynea i Korna. Tijekom ljeta Gray, Tribbett, Maxwell i Paul snimili su album kao Hellyeah.  Nakon turneje sa Sevendustom, Mudvayne 2007. izdao je retrospektivu By the People, for the People (sastavljenu iz odabira koje su odabrali fanovi na web stranici sastava). Album završio je na 51. mjestu američke Billboard 200 ljestvice, prodan u oko 22.000 primjeraka u prvom tjednu.
Nakon što su Gray i Tribbett vratili iz turneje s Hellyeahom, Mudvayne je počeo snimanje albuma The New Game s Daveom Fortmanom. Nakon izdanja albuma 2008., Fortman rekao je za MTVu da će za šest mjeseci uslijediti još jedna cjelovečernja ploča.
Za svoj istoimeni peti album, Mudvayne se nadao da će stvoriti "bijeli album", opisujući njegovu omotnicu. Album, otisnut crnom bojom, bio je vidljiv samo pod crnim svjetlom (svjetlom čija je valna duljina prvenstveno ultraljubičasto ). Mudvayne je snimljen u ljetu 2008. i objavljen 2009.

### Raspad (2010. – 2021.)
Godine 2010. Mudvayne ponovno je napravio pauzu kako bi dopustio Grayu i Tribbettu da idu na turneju s Hellyeahom, a zbog izdanja albuma supergrupe, sastav će biti na pauzi barem do 2014. S Hellyeahom Tribbett snimio je tri albumi: Hellyeah, Stampede i Band of Brothers. Gray sudjelovao je na dodatnom četvrtom, petom i šestom albumu, Blood for Blood, Unden!able i Welcome Home. Godine 2012. Ryan Martinie bio je na turneji s Kornom kao privremena zamjena za basista Reginalda Arvizua, koji je ostao kod kuće tijekom ženine trudnoće. Sljedeće godine, Martinie svirao je bas-gitaru na Kuraijevom debitantskom EP-u, Breaking the Broken, Godine 2014. Tribbett je napustio Hellyeah.

### Ponovno okupljanje (2021. – danas)
19. travnja 2021. Mudvayne je objavio da su se ponovno okupili i da će na jesen odsvirati svoje prve nastupe nakon 12 godina, što je uključivalo nastupe na festivalima Inkcarceration Music & Tattoo u Mansfieldu, Aftershock u Sacramentu i Welcome to Rockville na Floridi ; Koncertni promotor i organizator festivala Danny Wimmer izjavio je da će ovo biti jedini nastupi sastava uživo 2021. Sastav prethodno je trebao nastupiti i na Louder Than Life u Louisvilleu, prije nego što je nastup otkazan 21. rujna zbog toga što su Gray i neki članovi osoblja zaraženi COVID-19. Članovi Mudvaynea navodno su razgovarali o mogućnosti novog materijala. Ponovno okupljanje sastav nastavljeno je u ljetu 2022. s nastupima na Upheaval Festivalu u Grand Rapidsu i Rock Festu u Cadottu, nakon čega je uslijedila njihova prva američka turneja u 13 godina, na kojoj je Mudvayne bio jedan od voditelja turneje Freaks on Parade s Robom Zombijom. Zaustavljanje turneje u Tampi dospjelo je na naslovnice kada je tijekom jednog nastupa Gray pao s pozornice dok je izvodio pjesmu "Not Falling". Sam Gray primijetio je ironiju i našalio se da je to "nevjerojatno" i "nevjerojatno".

## Glazbeni stil i uzori
Mudvayne poznatiji je od svojoj glazbenoj složenosti, složenim metrima i poliritmovima. Glazba sastava sadrži ono što McDonough naziva "simbolom brojeva", gdje određeni riffovi odgovaraju lirskim temama. Mudvayne uključio je elemente death metala, jazza, fuziji jazza, progresivnog rocka, speed metala, thrash metala i svjetskoj glazbe.
Mudvayneov uzori uključuje Tool, Pantera, King Crimson, Genesis, Emerson, Lake & Palmer, Carcass, Deicide, Emperor, Miles Davis, Black Sabbath i Rush . Mudvayne više puta je izrazio divljenje prema filmu Stanleya Kubricka 2001: Odiseja u svemiru, a film bio je pod uzorom snimanja albuma L.D. 50 .
Iako Mudvayne opisao je svoj stil kao "math rock" i "math metal", bubnjar Matthew McDonough rekao je 2009.: "Iskreno, ne znam što je 'math metal'. Našalio sam se na početku Mudvayneove karijere da koristimo abaka u pisanju. Čini se da bih trebao biti oprezan s šalama u intervjuima. Ne vidim Mudvaynea kao inovatora ni u čemu.” Glazbeni kritičari i novinari kategorizirali su sastav kao alternativni metal, nu metal, eksperimentalni metal, ekstremni metal, hard rock, heavy metal, math metal, groove metal, neo-progresivni metal, neo-progresivni rock, progresivni rock, i progresivni metal . Eli Enis iz časopisa Revolver napisao je da sastav se "vrte između nu-metala, alt-metala, prog i hard rocka na način koji je do danas ostao potpuno bez premca. Nitko drugi nije niti će ikada zvučati poput njih.”

## Izgled
Iako Mudvayne bio je poznat po svom izgledu, Chad Gray je njegovu estetiku opisao kao "prva glazba, zatim vizualno". Uz objavljena albuma L.D. 50, sastav nastupio je u šminki u stilu horor filmova.  Diskografska kuća Epic Records u početku promovirao je Mudvaynea bez fokusiranja na svoje članove; rani promotivni materijali sadržavali su logo umjesto fotografija sastava, ali njegov izgled i glazbeni spotovi objavljivali su L.D. 50.  Članovi Mudvaynea izvorno su bili poznati pod pseudonima Kud, sPaG, Ryknow i Gurrg. Na dodjeli MTV Video Music Awards 2001. (gdje su osvojili MTV2 nagradu za "Dig"), sastav se pojavio u bijelim odijelima s krvavom šminkom od metaka na čelu. Nakon 2002., Mudvayne promijenio je stil šminke (od višebojne boje lica do izvanzemaljaca) za promotivne fotografije i promijenio svoja pseudonima u Chüd, Güüg, Rü-D i Spüg, iako će nastaviti nastupati u šminki u stilu horora uživo. Prema sastavu, ekstravagantna šminka dodala je vizualni aspekt njihovoj glazbi i izdvojila ih od ostalih metal sastava. Od 2003. do njihovog raspada, Mudvayne je uglavnom napustio korištenje šminke kako bi izbjegao usporedbu imidža s sastavom Slipknot. S ponovnim okupljanjem 2021. ponovno su se počeli šminkati kada su nastupali uživo.

## Članovi sastava
Sadašnji članovi
- Greg Tribbett – gitara, prateći vokal (1996. – 2010., 2021. – danas), vokal (1996.)
- Matthew McDonough – bubnjevi (1996. – 2010., 2021. – danas)
- Chad Gray – vokal (1996. – 2010., 2021. – danas)
- Ryan Martinie – bas-gitara (1997. – 2010., 2021. – danas)

Bivši članovi
- Shawn Barclay – bas-gitara (1996. – 1997.)

Koncertni članovi
- Marcus Rafferty – gitara, prateći vokal (2021. – danas)

## Diskografija
Studijski albumi
- L.D. 50 (2000.)
- The End of All Things to Come (2002.)
- Lost and Found (2005.)
- The New Game (2008.)
- Mudvayne (2009.)

EP-ovi
- Kill, I Oughtta (1997.)
- The Beginning of All Things to End (2002.)
- Live Bootleg (2003.)

Kompilacije
- By the People, for the People (2007.)
- Playlist: The Very Best of Mudvayne (2011.)